# Різдво з Голлі
«Різдво з Голлі» (англ. Christmas with Holly) — телевізійний фільм 2012 року з Елоїзою Мамфорд і Шоном Ферісом у головних ролях, знятий за мотивами книги Лізи Клейпас «Святвечір у Фрайдей-Гарбор» 2010 року. Вперше фільм вийшов в ефір на телеканалі ABC 9 грудня 2012 року в рамках програми «Зал слави Hallmark».

## Сюжет
Голлі Нейґл не промовила жодного слова відтоді, як її мати загинула в трагічній автокатастрофі. Її дядько і законний опікун, Марк Нейґл, на відміну від більшості майбутніх батьків, не має жодної підготовки. Тепер замість того, щоб керувати кав'ярнею і проводити час зі своєю дівчиною Шелбі, Марк намагається поєднувати батьківство і бізнес. Тому він вирішує, що їм з Голлі варто почати нове життя і повернутися до Фрайдей-Гарбор, подалі від метушні життя в Сієтлі. Опинившись там, Марк разом зі своїми братами, Скоттом і Алексом, починає облаштовувати для Голлі дім. Незабаром Марк і Голлі знайомляться з Меґґі Конвей, яка також щойно переїхала до Фрайдей-Гарбор. Меґґі залишила місто після того, як її наречений покинув її біля вівтаря, і відкрила крамницю іграшок. Разом ці три загублені душі пізнають один одного і життя, про яке вони завжди мріяли.

## У ролях
| Актор                 | Роль         |
| --------------------- | ------------ |
| Шон Феріс             | Марк Нейґл   |
| Елоїза Мамфорд        | Меґґі Конвей |
| Алекс Пакстон-Бізлі   | Шелбі        |
| Катрін Берубе         | Кейт Конвей  |
| Джозі та Люсі Галліна | Голлі Нейґл  |
| Деніел Ерік Голд      | Алекс Нейґл  |
| Дана Воткінс          | Скотт Нейґл  |

## Зйомки
Хоча дія фільму відбувається у штаті Вашингтон, він був повністю знятий у Новій Шотландії, Канада, у серпні 2012 року в містах Галіфакс, Честер і Віндзор.

## Оцінки критиків
Згідно з даними Rotten Tomatoes, фільм має 80 % позитивних відгуків аудиторії із середньою оцінкою 4 бали з 5.